# Alvis
Alvis er navnet på en dværg fra den nordiske mytologi som blev snydt af Thor i en ordstrid om viden.
Figuren kendes fra kvadet Alvíssmál som optræder i Den Ældre Edda. Kvadet er et typisk lærdomskvad for skjalde og udmærker sig først og fremmest ved at indeholde en større mængde synonymer som i skjaldepoesien kan bruges for fænomener som jord, himmel, måne, sol, sky, vind, hav, nat osv. På denne vis er kvadet parallelt til Vafþrudnismál.
Den poetiske ramme om de mange synonymer indeholder historien om hvordan dværgen Alvis er blevet forelsket i Thors datter Trud, og Sif er kommet til at love hende bort til ham.
Thor har i mellemtiden været bortrejst, og da han kommer hjem, opdager han Alvis' bejlen. Nu mener Thor ikke at en underjordisk skabning som en dværg er et passende parti for hans datter, så han finder på en anden løsning end blot at affeje ham, da det ikke kan lade sig gøre pga. Sifs tilsagn. Han forlanger at Alvis skal leve op til sit navn som "al-vis" og svare på en lang række spørgsmål der skal vise hans kundskab. Alvis indvilliger straks i at deltage i sådan en dyst og ænser slet ikke at solen, efter en lang ordstrid, står op og skinner ind i hallen. Da Alvis bliver ramt af solens første stråler, triumferer Thor over hvordan han har snydt ham, da dværgen som underjordisk væsen ikke hører hjemme under solen.
Kvadet nævner det ikke eksplicit, men det er muligvis underforstået at Alvis bliver forvandlet til sten af solens stråler, da dette motiv kendes fra andre kvad - som der i øvrigt hentydes til i kvadet selv.